# فرودگاه خفجی
فرودگاه خفجی (به انگلیسی: Khafji Airport) یک فرودگاه خصوصی است که یک باند فرود آسفالت دارد و طول باند آن ۱۷۴۲ متر است. این فرودگاه در شهر الخفجی کشور عربستان سعودی قرار دارد .